# Graptodytes siculus
Graptodytes siculus är en skalbaggsart som beskrevs av Hans Fery 1995. Graptodytes siculus ingår i släktet Graptodytes och familjen dykare. Inga underarter finns listade i Catalogue of Life.